# Harpo
Jan Harpo Torsten Svensson, mais conhecido apenas como Harpo (Estocolmo, 5 de abril de 1950) é um cantor sueco. Foi popular na Suécia e em toda a Europa durante a década de 1970 e é mais conhecido por seu hit mundial  "Moviestar", que alcançou o número 24 no UK Singles Chart e número 2 na parada de singles da Austrália em 1976. Seu outro grande sucesso foi a canção "San Francisco Nights", lançada em 1977.